# Euphoria (анимация)
euphoria (с англ. — «эйфория») — программное средство, предназначенное для создания процедурной анимации в режиме реального времени, разработанное компанией NaturalMotion на основе технологии «Dynamic Motion Synthesis» (с англ. — «Динамический Синтез Движений»).

## Описание технологии
euphoria применяется для процедурной анимации трёхмерных персонажей «на лету» и «базируется на полной симуляции трёхмерного персонажа, включая его тело, мускулы и моторную нервную систему». Вместо того, чтобы использовать предопределённые анимации, действия и реакции персонажей синтезируются (просчитываются) в реальном времени; эти анимации каждый раз являются особенными, неидентичными предыдущим, даже если повторяется одна и та же сцена.
В то время, когда традиционные физические движки для анимаций, сгенерированных на лету, используют физику ragdoll (физику «тряпичной куклы»), euphoria использует более комплексный метод для анимации физически связанных (англ. physically-bound) объектов во всей полноте внутри игрового окружения. euphoria может использоваться на персональных компьютерах и игровых приставках Sony Playstation 3 и Microsoft Xbox 360, а также всех последующих. Разработчик может создать несколько ключевых кадров для анимации (например, анимация ходьбы человека), в то время как euphoria создаст промежуточные. Это способствует более реалистичному отображению сложной анимации.
Структурно euphoria состоит из трёх частей: euphoria: core, euphoria: studio и euphoria: bSpy.

### euphoria: core
euphoria: core является ключевой частью euphoria и представляет собой движок на основе облегчённой технологии «Dynamic Motion Synthesis». euphoria: core работает в составе игрового движка параллельно анимационному движку и вызывается на выполнение в те моменты, когда требуется синтезировать новую анимацию движения.
euphoria: core содержит ядро, модуль контроля игрового ИИ для адаптивного поведения и модуль динамики твёрдых тел для физики. euphoria: core не зависит от используемого игрой физического движка и работает со всеми доступными коммерческими движками.

### euphoria: studio
euphoria: studio является набором программных инструментов для создания, тестирования и отладки ассетов euphoria, то есть движения и поведения персонажей. euphoria: studio имеет визуальный интерфейс и работает в связке с euphoria: core.

### euphoria: bSpy
euphoria: bSpy является удалённым отладчиком поведения персонажей. При помощи euphoria: bSpy, подключенного к игровому движку, возможно записывать, проигрывать и проверять результат работы euphoria: core.

## Лицензированные проекты
euphoria была официально анонсирована 13 марта 2006 года.
27 апреля 2006 года компания LucasArts сообщила, что их следующая игра из серии «Индиана Джонс» будет использовать euphoria. Игра Star Wars: The Force Unleashed от LucasArts также использует euphoria.
В феврале 2007 года NaturalMotion и Rockstar Games объявили, что euphoria будет использоваться в будущих играх Rockstar. Пресс-релиз, который был включён во второй трейлер игры Grand Theft Auto IV, в конечном счёте подтвердил то, что Grand Theft Auto IV станет первой игрой от Rockstar, которая будет использовать euphoria. На данный момент он используется в Grand Theft Auto IV и Grand Theft Auto V. А так же в серии игр Red Dead Redemption и ее сиквеле Red Dead Redemption 2.
В августе 2007 года NaturalMotion анонсировала симулятор американского футбола Backbreaker. Игра была выпущена 1 июня 2010. Она использовала euphoria для генерации движений и столкновений человеческих тел в реальном времени, в противоположность проигрываемой анимации.